# Ninety one
Ninety one은 카자흐스탄 아이돌 그룹이다.
카자흐스탄의 2015년 9월 1일에 데뷔한 5인조 보이즈 밴드, JUZ Entertainment의 소속이다.
A.Z. ALEM, ACE, ZAQ, BALA로 구성된 아이돌 그룹이다.
밴드의 프로듀서는 카자흐스탄 아이돌 그룹 <ORDA>의 멤버 - Erbolat Bedelhan이다.
또는 NINETY ONE은 새로운 음악 장르의 창시자 Q-pop (영어 Qazaq-pop). (Kazakhstan-Pop)

## 기본 정보
- 결성 지역: 카자흐스탄, 알마티시
- 장르: 댄스 팝, Q-POP
- 활동 시기: 2015년 1월 9일 ~ 현재
- 레이블: JUZ ENTERTAIMENT
- 웹사이트: https://vk.com/91ninetyone

## 팬클럽
EagleZ – 독수리들 (카자흐스탄에서 독수리는 독립과 자유의 상징이다)
공식적으로 등록된 Eaglez 팬의 수는 30 만 명이 넘는다.

## 경력
NINETY ONE은 K-Top Idols 프로젝트 기반으로 2014년에 설립되었다. ZAQ 및 A.Z. 이 프로젝트의 우승자 되었고 ALEM과 BALA는 오디션의 결과로이 그룹에 합류했다. ACE는 한국에서 SM- Entertainment의 연습생 시절 끝난 후 카자흐스탄 돌아와서 NINETY ONE 그룹에 가입했다.
NINETY ONE 그룹 이름 뜻
처음에는 그룹 이름을 KTI-boys이나 W라고 불리는 계획 이었지만 연습생 시절 후 이름을 NINETY ONE으로 바꿨다. 이름의 뜻은: 1990년은 카자흐스탄이 독립을 받은 해이다. 따라서, 남자들은 카자흐스탄 연예인들과 달리 독립적으로 그들 만의 스타일을 만들고 싶어한다.

## 2015년 데뷔 «Aiyptama»
2015년 9월에 Ninety One은 데뷔 싱글 «Aiyptama»가 나왔다. 이 노래의 뮤직 비디오는 2015년 10월 8일에 발표되어 20 주 동안 카자흐스탄 음악 채널 차트에 1위이였다. 2015년 12월 1일에 «Aiyptama» 곡 제목으로 NINETY ONE의 첫 데뷔 미니 앨범이 나왔다.
«Aiyptama»가 카자흐스탄 말로 'Don't Judge Me' (나를 판단하지마) 라는 뜻이다. 노래 가사는 연인,남자와 여자의 이야기지만, 그룹이 자기들의 독특한 스타일때문에 사람들에게 '우리를 판단하지마세요'라는 메시지도 이 노래에 들어가 있다.

## 2016년 «Kaytadan», «Kalay Karaisyn»
데뷔 성공 뒤에 NINETY ONE 멤버들이 이것에서 멈추지 않았었고 2016년 6월 2일에 «Kaytadan» (영어: Again) 라는 노래의 새로운 뮤직 비디오를 발표했다. 이 노래도 GAKKU TV 라는 카자흐스탄 채널에서 2달동안 1위이였다.
이 당시 NINETY ONE은 카자흐스탄 다른 보이즈 밴드 ORDA의 «Lady»라는 노래를 재만들고 뮤직 비디오를 발표했다.
2016년 11월 11일에 «Kalay Karaisyn» (영어: What do you reckon?) 이 라는 노래의 뮤직 비디오가 나왔고 이 노래도 채널 차트에서 2주동안 1위를 차지했었다. 그리고 이 노래는 Askar Uzabayev 유명한 작가가 제작한 "Glamur Dlya Dur" (영어: Glamour for fool) 유명한 영화의 OST로 사용되었다.

## 2017년 «Su Asty»
2017년 5월 1일에 카자흐스탄 TV채널 NTK TV에서 «Su Asty» (영어: Under the water) 노래의 뮤직 비디오가 초연되었다.
Erbolat Bedelkhan, NINETY ONE의 프로듀서는:"이 노래는 싫어하는 사람들을 위한 답으로 만들어졌다 이라고 설명해줬다. .
2017년때 그룹은 4개 곡이 들어가는 «Qarangy Zharyq» (영어: Dark Light) 두번째 미니 앨범을 만들었다. 이 앨범에 나오는 노래 모두의 뮤직비디오가 나왔다.

## «NINETY ONE» 영화
2017년 8월 24일 «NINETY ONE» 영화가 개봉했다. 이 영화에서 NINETY ONE 그룹의 연습생때 겪었던 어려움과 안티팬, 주변 사람들에게 받았던 미움, 힘든 시기를 어떻게 회복하고 유명해졌는지를 보여준다.

## 2016년 중단된 콘서트 사건
2016년 11월 30일에 NINETY ONE은 카자흐스탄 도시 악토베에서 큰 콘서트 하는 날이었다.
하지만 악토베에 거주하는 수십명 사람은 이 콘서트를 취소한 것을 요구했다.
그 이유는 그룹 멤버들의 이미지 때문이다. 카자흐 사람들은 특히 나라의 동쪽에 살고 있는 시민들은 보수적인 편이라서 NINETY ONE의 화려한 메이컵, 염색한 머리, 귀걸이 등을 싫어한다.
그런데 NINETY ONE 팬들은 악토베 관할지역 시장에게 그룹의 콘서트를 취소하지 말 것을 요구하는 비디오 메시지를 녹음했다.
결국에 많은 사람들 불만과 콘서트를 하면 무대를 폭발한다는 협박 때문에 NINETY ONE은 그날 콘서트 진행 못했다.

## 구성원
A.Z
본명: Zenkaev Azamat Baybulatovich
그룹의 포지션: 그룹 리더, 랩퍼
생년월일: 1993년 9월 28일
키: 182 cm
몸무게: 65kg
출생지: Kazakhstan, Atyrau city
취미: 페인트 볼, 수영, 춤
언어: 카자흐어, 러시아어
좋아하는 아이돌: 에미넴
특이사항:
- 2004년부터 랩에 가담하고 freestyle battle 참가하기 시작했다. 2006년부터 그는 전문적으로 underground 랩퍼 활동을 시작했다.

- "K-TOP IDOLS"프로젝트 우승자

- 작곡, 사운드 엔지니어

ACE
본명: Ashmakyn Azamat Kayratuly
포지션: 보컬, 리드 댄서
생년월일: 1993년 8월 29일
키: 177cm
몸무게: 59kg
출생지: Kazakhstan, Almaty city
취미: 춤, 탁구, 익스트림 스포츠.
언어: 카자흐어, 러시아어, 한국어.
좋아하는 연예인: Brian McKnight, BoysIImen, Craig David, Eric Benet
특이사항:
- SM 엔터테인먼트 (대한민국) 2012-2015년 연습생

- 어린 나이부터 노래하는 것을 좋아했고, 보컬 연습 많이 했다

- 신비한 책 읽기

BALA
본명: Kulumshin Daniyar Ahylbaevich
포지션: 리드 보컬
생년월일: 1998년 2월 19일
키: 175cm
몸무게: 58kg
출생지: Kazakhstan, Aktobe city
취미: 그림
언어: 카자흐어, 러시아어 및 영어 (기본)
좋아하는 연예인: John Legend, Sam Smith, Chris Brown, Bruno Mars, James Arthur.
특이사항:
- 어린 시절부터 음악을 부르고 노래하기 좋아했다.

- 'Brotherhood' 그룹의 예전 멤버

ZAQ
본명: Mukhametkaliev Dulat Bolatuly
포지션: 랩퍼, 안무가
생년월일: 1996년 2월 8일
키: 175cm
몸무게: 62kg
출생지: Kazakhstan, Semey city
취미: 애니메이션을 보기, 다른 나라의 언어와 신화를 배우기.
언어: 카자흐어, 러시아어, 영어
좋아하는 연예인: 에미넴, Oxxxymiron
특이사항:
- 2학년 때부터 힙합 팬이고 랩도 배웠다.

- 러시아어로 국제 올림피아드 수상자.

- 카자흐 랩 배틀 참가자

- 좋아하는 책 "Multiple Minds of Billy Milligan"

ALEM
본명: Malikov Batyrkhan Abayevich
포지션: 보컬리스트
생년월일: 1993년 2월 18일
키: 174 cm
몸무게: 68kg
출생지: Uzbekistan, Uchkuduk city
취미: 축구, 영화 감상, 애니메이션, 영화 보기
언어: 카자흐어, 러시아어
좋아하는 연예인: Chris Brown, Usher, Robbie Williams, Michael Bubble, Frank Sinatra.
경력:
- 프로젝트 "카자흐스탄 dauysy"결선 finalist
- 프로젝트의 준결승 'X-factor'
- 바르셀로나 (스페인), 베를린 (독일), 러시아 국제 대회 수상자
- 좋아하는 애니메이션 "Death Note"

## NINETY ONE의 뮤직비디오 조회수
첫 번째 'Ayptama' 뮤직 비디오의 조회수는 600 만 회를 초과했으며, "Kaitadan"의 두 번째 뮤직 비디오는 500 만 회를 초과했다.. 6 개월 휴식 후 한 달 반 동안 비디오 "Su Asty"가 200 만 건의 조회수를 수집했으며 다섯 번째 비디오 작품 "Eski Taspa Biі"은 83 만 건이 넘는 조회수를 기록했다. 2017년 7월 10일에 나왔던 Bayau 뮤직비디오 조회수가 하루만에 251,460 회 넘었다.

## NINETY ONE 노래
| Original name                     | Translation         | Release dates |
| --------------------------------- | ------------------- | ------------- |
| Айыптама(Aiyptama)                | Don't judge me      | 01.09.2015    |
| Қайтадан (Qaytadan)               | Again               | 26.01.2016    |
| Қалай қарайсың? (Qalay Qaraysıñ?) | What do you reckon? | 10.02.2016    |
| Қайырлы түн (Qayırlı tün)         | Good night          | ----------    |
| Ұмытпа (Umıtpa)                   | Do not forget       | 18.03.2016    |
| Su asty                           | Under the water     | 01.05.2017    |
| Yeski Taspa Bii'                  | Dance of old tape   | 05.06.2017    |
| Bayau                             | Slowly              | 10.07.2017    |
| Mooz                              | Ice                 | 10.07.2017    |
| Ah!Yah!Mah!                       | Ah!Yah!Mah!         | 31.12.2017    |
| E.YEAH                            | Owner               | 25.06.2018    |
| ALL I NEED                        | She feels repelled  | 29.07.2018    |
| BOYMAN                            | BOYMAN              | 31.07.2018    |
| Why'm                             | Excitement          | 01.01.2019    |
| Men Emes                          |                     | 20.08.2019    |
| Bari Biled                        |                     | 20.08.2019    |